# Bénesville
Bénesville ist eine französische Gemeinde mit 162 Einwohnern (Stand: 1. Januar 2022) im Département Seine-Maritime in der Region Normandie. Die Gemeinde gehört zum Arrondissement Rouen und zum Kanton Yvetot. Die Bewohner werden Bénesvillais und Bénesvillaises genannt.

## Geografie
Bénesville liegt etwa 39 Kilometer nordnordwestlich von Rouen im Pays de Caux. Umgeben wird Bénesville von den Nachbargemeinden Gonzeville im Norden und Westen, Canville-les-Deux-Églises im Norden und Nordosten, Bretteville-Saint-Laurent im Nordosten, Reuville im Osten, Prétot-Vicquemare im Osten und Südosten, Étalleville im Süden sowie Doudeville im Südwesten.

## Bevölkerungsentwicklung

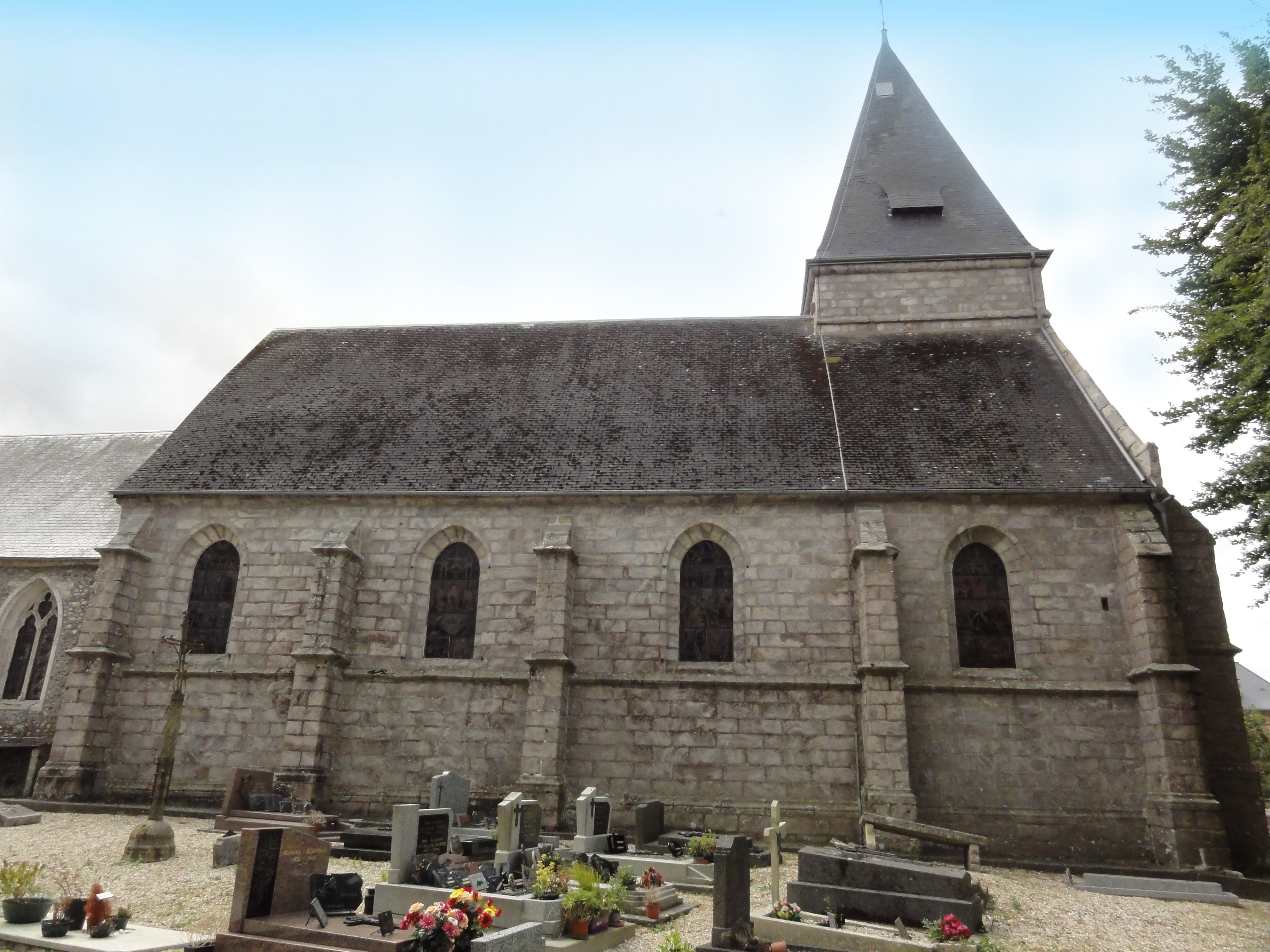
Kirche Notre-Dame

| Jahr                       | 1962 | 1968 | 1975 | 1982 | 1990 | 1999 | 2006 | 2013 | 2020 |
| Einwohner                  | 161  | 146  | 127  | 126  | 134  | 142  | 164  | 193  | 170  |
| Quellen: Cassini und INSEE |      |      |      |      |      |      |      |      |      |

## Sehenswürdigkeiten
- Kirche Notre-Dame. Im Chor sind einige Spuren des Gebäudes aus dem 13. Jahrhundert erhalten. Chor und Kirchenschiff wurden im 16. Jahrhundert erneuert, der Glockenturm im 16./17. Jahrhundert. In der zweiten Hälfte des 19. Jahrhunderts wurde due Apsis restauriert.
- Bethaus in Le Mesnil-Tetier, vermutlich aus der zweiten Hälfte des 18. Jahrhunderts
- Steinkreuz aus dem 17. Jahrhundert
- Herrenhaus, vermutlich aus dem 16. Jahrhundert, laut lokaler Überlieferung ein ehemaliges Priorat
- Herrenhaus, Ziegelstein aus dem 17. Jahrhundert, als Nachfolger des Vorgängerbaus aus Holz aus dem 15. oder 16. Jahrhundert